# Guillaume Douarre
Guillaume Marie Douarre, S.M. (Job, 16 dicembre 1810 – Pouébo, 27 aprile 1853) è stato un missionario e vescovo cattolico francese fondatore della Société de l'Océanie e primo vescovo della Nuova Caledonia.

## Biografia
Nato in Alvernia, fu ordinato sacerdote nel giugno 1834 per la diocesi di Orléans. Vicario di Ouzouer-sur-Trézée, prima di diventare curato di Yssac-la-Tourette (1838), entrò a far parte della Società di Maria di Lione nel 1841.
Il 23 luglio 1842 fu nominato coadiutore del vicario apostolico dell'Oceania Centrale e vescovo titolare di Amata. Fu consacrato vescovo il 18 ottobre 1842 e partì da Tolone sull'Uranie il 3 maggio 1843 con il nuovo governatore Armand Joseph Bruat e altri missionari.
Il 14 ottobre 1843 arrivarono a Nuku Hiva, si fermano a Wallis e giunsero con il Bucéphale in Nuova Caledonia il 19 dicembre.
Douarre festeggiò il suo primo natale nella baia di Balade: i 5 missionari furono lasciati con 5 mesi di viveri nel gennaio 1844, anche se nessuna nave ritornerà sul posto prima dell'agosto 1845, quando giunse una nave americana. Nonostante le difficoltà, Douarre e i suoi compagni continuarono la loro missione fino al futuro villaggio di Pouébo, ma anche sull'isola Balabio e su quella di Hienghène dove il figlio del capo Bouarate accettò il battesimo.
Nel settembre 1845 arrivò anche il capitano Auguste Bérard e poterono costruire una cappella in legno a Pouébo, dove Bouarate autorizzò la missione. Il 7 settembre 1846, Douarre ripartì per l'Europa con l'Arabian. Pierre Rougeyron inaugurò finalmente la missione di Pouébo nel febbraio 1847. Nel frattempo, Douarre arrivò a Cherbourg nell'aprile 1847, ricevette la Legion d'onore dal re Luigi Filippo che gli regalò anche 3000 franchi. A Roma ottenne l'erezione di un vicariato apostolico per la Nuova Caledonia e le Nuove Ebridi, ma apprese intanto che le missioni erano state distrutte dai Canachi e che i sopravvissuti erano stati trasferiti sull'Isola dei Pini.
Nell'ottobre 1848, Douarre ripartì da Tolone per la Nuova Caledonia con Benoît Forestier. Fece scalo ad Anatom e arrivò sull'Isola dei Pini il 20 settembre 1849. Cercò di ristabilire le missioni sulla Grande Terre, specie a Henghiène. Nell'ottobre 1849 ritornò a Balade, dove sperava di far ritornare i missionari, ma le guerre tribali glielo impedirono, così tutti ritornarono sull'Isola dei Pini.
Scoraggiato, Douarre soggiornò per un periodo con Pierre Bataillon a Wallis, poi fu a Sydney dall'ottobre 1850 a marzo 1851. Lì apprese che era stato nominato vicario apostolico dell'Arcipelago dei Navigatori, le attuali Samoa. Scelse invece di tornare in Nuova Caledonia.
La missione di Balade fu riaperta nel maggio 1851 con padre Forestier, poi fu la volta di quella di Pouébo. Vi morì il 27 aprile 1853, poco prima che la Nuova Caledonia diventasse francese, il 24 settembre 1853.

## Genealogia episcopale e successione apostolica
La genealogia episcopale è:
- Cardinale Scipione Rebiba
- Cardinale Giulio Antonio Santori
- Cardinale Girolamo Bernerio, O.P.
- Arcivescovo Galeazzo Sanvitale
- Cardinale Ludovico Ludovisi
- Cardinale Luigi Caetani
- Cardinale Ulderico Carpegna
- Cardinale Paluzzo Paluzzi Altieri degli Albertoni
- Papa Benedetto XIII
- Papa Benedetto XIV
- Papa Clemente XIII
- Cardinale Giovanni Francesco Albani
- Papa Pio VI
- Arcivescovo François de Pierre de Bernis
- Cardinale Jean-Baptist-Marie-Anne-Antoine de Latil
- Cardinale Louis-Jacques-Maurice de Bonald
- Vescovo Guillaume Marie Douarre

La successione apostolica è:
- Vescovo Pierre Maria Bataillon, S.M. (1843)